# Škoda 973
Škoda 973 (typ 973), znany także jako Babeta − wojskowy samochód terenowy z napędem na cztery koła skonstruowany przez czechosłowackie zakłady Škoda i wyprodukowany w serii próbnej w latach 1952-1956.
W ciągu czterech lat produkcji wytworzono zaledwie 30 egzemplarzy tych pojazdów (w tym także radiowozy o oznaczeniu 973R). Nie wszedł ostatecznie do produkcji z powodu unifikacji wyposażenia w Układzie Warszawskim i przyjęcia jako podstawowy samochód terenowy radzieckiego GAZ-69.
Škoda 973 miała samonośne nadwozie i niezależne zawieszenie kół.
Samochód uzyskał popularną nazwę Babeta od filmu Gdyby tysiąc klarnetów (Kdyby tisíc klarinetů) z 1965 roku, w którym został użyty podczas jednej z piosenek.